# Lohn-Ammannsegg
Lohn-Ammannsegg là một đô thị thuộc huyện hành chính Wasseramt, bang Soloturn, Thụy Sĩ. Đô thị này có diện tích 4,46 km2, dân số thời điểm tháng 12 năm 2009 là 2558 người. Đô thị này được thành lập năm 1993 khi Lohn và Ammannsegg được hợp nhất.